# Oleoducte Kirkuk-Ceyhan
L'oleoducte Kirkuk-Ceyhan (conegut també com a Oleoducte Turquia-Iraq) és un oleoducte de 970 km que comunica la ciutat de Kirkuk (Kurdistan) amb el port mediterrani de Ceyhan (Turquia) tot travessant el Kurdistan. És la línia d'exportació de petroli brut més gran de l'Iraq i del Kurdistan.

## Descripció tècnica
L'oleoducte consisteix en dues canonades de 1.170 mm i 1.020 mm de diàmetre i una capacitat dissenyada d'1,100 milers i 500 milers de barrils per dia (~5.5×107 i ~2.5×107 t/a) respectivament. La capacitat utilitzable actual de la línia és només de 300 milers barrils per dia (~1.5×107 t/a), amb reparacions significatives encara pendents.

## Incidents de sabotatge
La part iraquiana de la línia ha estat un objectiu principal de sabotatges des del 2003. El 26 d'octubre de 2009, una explosió a prop de Mosul aturava els subministraments de l'oleoducte. El 16 d'agost de 2013, una bomba afectava l'oleoducte en la zona d'al-Shura, 60 km al del sud de la ciutat de Mosul. El 3 de setembre de 2013, un atac de bomba a prop d'Ein al-Jahash va avariar l'oleoducte.

## Oleoducte del Kurdistan
El 2013, el Govern Regional del Kurdistan Iraquià va completar la línia que va dels jaciments Taq Taq i Tawke a través de Khurmala (sector nord-oest del jaciment més gran de Kirkuk) i Dahuk cap a Pesh Khabur a la frontera Iraq-Turquia, on connecta amb l'oleoducte Kirkuk-Ceyhan. Aquesta línia de 910 mm de diàmetre té capacitat de 150,000 barrils per dia (24,000 m³/d). El 23 de maig de 2014, el govern kurd iraquià anunciava que el primer petroli transportat a través de la nova línia havia estat carregada a un petrolier a Ceyhan.
L'Iraq està considerant construir un nou oleoducte Kirkuk–Ceyhan per evitar àrees sensibles al sabotatge i doblar la capacitat d'exportació.